# Кул-Мухаммед, Мухтар Абрарулы
Мухта́р Абра́рулы Кул-Мухамме́д (каз. Мұхтар Абрарұлы Құл-Мұхаммед), 12 декабря 1960, Чугучак, Синьцзян-Уйгурский автономный район, Китай) – государственный и политический деятель Казахстана, кандидат исторических наук (1995), доктор юридических наук (1999), профессор, академик Национальной Академии наук Республики Казахстан.

## Биография
Родился в городе Чугучак, Китай. В 1961 году семья Кул-Мухаммеда вернулась на историческую родину – Казахстан в село Маканчи Маканчинского района Семипалатинской области (ныне с. Маканчи Урджарского района Абайской области). Происходит из рода ходжа.
В 1982 году окончил Казахский государственный университет им. С.М.Кирова, журналист. 
С 1983 по 1992 годы – научный редактор, старший научный редактор, заведующий редакцией философии, права и социологии, ответственный секретарь — заместитель главного редактора Главной редакции Казахской Советской Энциклопедии (г. Алматы).
С 1992 по 1999 годы – директор малого предприятия «Атамура», председатель АОЗТ «Атамура», президент корпорации «Атамура» (г. Алматы).
С 1994 по 1999 годы – работа по совместительству (старший преподаватель, доцент, и. о. профессора) в Казахском государственном университете (г. Алматы).
В 1995 году защитил кандидатскую диссертацию по истории на тему: «Проблемы социально-политической истории Казахстана XVIII века и начала XIX века» (по материалам дореволюционных русских энциклопедий).
В 1999 году защитил докторскую диссертацию по юридической науке на тему: «Жакып Акпаев и эволюция политико-правовых взглядов деятелей Алаш (конец XIX века – начало XX века)».
С 1999 по 2001 годы – депутат Сената Парламента РК, секретарь Комитета Сената по законодательству и судебно-правовой реформе, председатель Комитета Сената по социально-культурному развитию.
В 2001 году решением Президиума ВАК Республики Казахстан от 31.05.2001 присвоено ученое звание профессора по специальности правоведение.
С 2001 по 2003 годы – министр культуры, информации и общественного согласия Республики Казахстан.
С 2003 по 2006 годы – пресс-секретарь, советник Президента Республики Казахстан.
С 2006 по 2007 годы – заместитель Руководителя Администрации Президента Республики Казахстан – пресс-секретарь Президента РК.
С 2007 по 2008 годы – аким Кызылординской области.
По совместительству в марте 2008 года назначен специальным представителем Президента Республики Казахстан на комплексе «Байконур».
С 2008 по 2010 годы – Министр культуры и информации Республики Казахстан.
С 2010 по 2012 годы – Министр культуры Республики Казахстан.
С 2012 по 2013 годы – Государственный секретарь Республики Казахстан.
С 2013 по 2014 годы – Министр культуры и информации Республики Казахстан.
С 2014 по 2016 годы – Советник Президента Республики Казахстан.
С 2016 по 2018 годы – Первый заместитель Председателя партии «Нұр Отан».
С 1 февраля 2018 года по 24 января 2023 года – депутат Сената Парламента Республики Казахстан, председатель Комитета по международным отношениям, обороне и безопасности.

## Научные труды
- «Орыс энциклопедияларындағы қазақ шежіресі» (1994),
- «Проблемы истории Казахстана в дореволюционных русских энциклопедиях» (1994),
- «Жакып Акпаев: политик, патриот, правовед» (1995),
- «Алаш ардагері. Ж.Ақбаевтың саяси-құқықтық көзқарастары» (1996),
- «Алаш қайраткерлері саяси-құқықтық көзқарастарының эволюциясы» (1998),
- «Формирование и развитие государственно-правовых идей лидеров Алаш-Орды» (1999),
- «Колониальный режим в Казахстане (1868—1917 гг.)» (2000),
- «Законотворчество: проблемы и поиски» (2000),
- «Программа "Алаш": фальсификация и действительность» (2000) и др.

Всего более 200 научных и научно-популярных публикаций.

## Награды
- Орден «Барыс» 2 степени (2020)[4]
- Орден «Барыс» 3 степени (2016)[5]
- Орден Парасат (2010)[6]
- Орден «Курмет» (2004)
- Медаль «10 лет Астане» (2008)
- Лауреат Государственной премии Республики Казахстан (1996)
- Почётный гражданин города Астана
- Почётный гражданин Абайского района
- Почётный гражданин Аягозского районов
- Орден «Содружество» (27 ноября 2020 года, Межпарламентская ассамблея СНГ) — за активное участие в деятельности Межпарламентской Ассамблеи и её органов, вклад в укрепление дружбы между народами государств — участников Содружества Независимых Государств[7]
- Медаль «За укрепление парламентского сотрудничества» (29 ноября 2018 года, Межпарламентская ассамблея СНГ) — за особый вклад в развитие парламентаризма, укрепление демократии, обеспечение прав и свобод граждан в государствах — участниках Содружества Независимых Государств[8][9]
- Другие награды, почетные звания Казахстана и иностранных государств.